# Bestie
bestie（ベスティ）は、2018年4月2日から2020年3月31日までZIP-FMで放送されていたラジオ番組。

## 概要
石川舜一郎と神原真理がミュージックナビゲーターを務める、平日夜の音楽情報番組。ラジオの前にいるZIPPIEと「bestie」=「BEST FRIEND・親友」を目指す番組である。

## 放送・配信時間
いずれもJST。
ラジオ
- ZIP-FM 月曜 - 木曜 19:00 - 21:00（2018年4月 - 2020年3月）

インターネット配信
- AbemaRADIO 月曜 - 木曜 19:00 - 21:00（2019年1月 - 2020年3月）[注 1]

## 出演者

### ミュージックナビゲーター
- 石川舜一郎
- 神原真理

## 主なコーナー
2020年03月現在。
- 19:15 - HEADLINE NEWS
- 19:17 - WEATHER INFORMATION
- 19:25 - TOKAI TRIVIA!
- 19:27 - RADIO SHOPPING PREMIERE
- 19:44
  - S&M倶楽部(MON)
  - エレガンス日和～おベスティ～(TUE)[注 2]
  - bestie ranking!(WED)
  - W NON-STOP PARTY(THU)
- 20:41 - RECOMMEND TRAXX

過去のコーナー
- be my bestie